# Садерн Јут (Колорадо)
Садерн Јут (енгл. Southern Ute) насељено је место без административног статуса у америчкој савезној држави Колорадо.

## Демографија
По попису из 2010. године број становника је 177.
| Група             | 2000.    | 2010.      |
| Белци             | 0 (0,0%) | 74 (41,8%) |
| Афроамериканци    | 0 (0,0%) | 0 (0,0%)   |
| Азијати           | 0 (0,0%) | 0 (0,0%)   |
| Хиспаноамериканци | 0 (0,0%) | 29 (16,4%) |
| Укупно            | 0        | 177        |